# Deep Listening Band
Группа Deep Listening Band (DLB) была основана в 1988 году Полиной Оливерос (аккордеон, «расширенная система инструментов», композиция), Стюартом Демпстером (тромбон, диджериду, композиция) и Панайотисом (вокал, электроника, композиция). Дэвид Гампер (клавишные, электроника) заменил Панайотиса в 1990 году.
Группа названа в честь термина, концепции, программы Оливерос и зарегистрированного знака обслуживания Deep Listening Institute, Ltd., и специализируется на выступлениях и записи в резонансных или реверберирующих пространствах, таких как соборы и огромные подземные цистерны, включая цистерну Форт-Уорден объемом 2 миллиона галлонов США (7600 м3), время реверберации которой составляет 45 секунд.
Deep Listening Band записали свой первый одноименный альбом в Fort Worden Cistern в Порт-Таунсенде, штат Вашингтон, 8 октября 1988 года. Элу Свенсону приписывают запись на месте, в то время как Свенсон и Демпстер совместно работали над редактированием записи в декабре 1988 года. Первоначальное название «The Deep Listening Band» и соответствующая аббревиатура «DLB» были придуманы зимой 1988/1989 годов. В 1991 году название стало «Deep Listening Band», без «The».
DLB сотрудничали с Эллен Фуллман и её длиннострунным инструментом, что привело к выпуску Suspended Music на Periplum Records в 1993 году. Группа также исполнила, записала и выпустила троп на 4′33″ Джона Кейджа. Альбом Non Stop Flight был выпущен на лейбле Music & Arts в 1998 году — это запись состоящая из отрывков с концерта, который состоялся в концертном зале колледжа Миллс 16 сентября 1996 года. Unquenchable Fire с квартетом Джо Макфи, вдохновленный одноименным романом, был выпущен на лейбле Deep Listening в 2003 году. В том же году вышел Deep Time с участием швейцарского экспериментального перкуссиониста Фрица Хаузера в качестве специального гостя.
В 2008 году DLB отпраздновали 20 лет серией мероприятий, начавшихся в августе в Бард-колледж в рамках 25-й годовщины New Albion Records. Празднование годовщины группы завершилось выступлением 24 октября 2008 года в Roulette (Location 1) в Нью-Йорке. В тот же день Taiga Records выпустили двойной LP Then & Now, Now & Then, сборник в основном неизданных фрагментов записей с 1990 по 2006 год.

## Дискография
- 2014: Dunrobin Sonic Gems with IONE, Jonas Braasch, Jesse Stewart and Johannes Welsch
- 2013: Looking Back with Joe McPhee and Randy Raine-Reusch
- 2012: Octagonal Polyphony
- 2012: Great Howl at Town Haul
- 2012: Needle Drop Jungle
- 2008: Then & Now, Now & Then (double LP)
- 2003: Deep Time with Fritz Hauser
- 2003: Unquenchable Fire with Joe McPhee Quartet
- 1998: Non Stop Flight (live album)
- 1995: Sanctuary
- 1995: Tosca Salad
- 1993: Suspended Music
- 1991: The Ready Made Boomerang
- 1990: Troglodyte's Delight
- 1989: Deep Listening